# Izu Azuka
Izu Bobo Azuka (ur. 24 maja 1989 w Port Harcourt) – nigeryjski piłkarz grający na pozycji napastnika. Od 2021 roku jest zawodnikiem klubu Akwa United.

## Kariera klubowa
Swoją karierę piłkarską Azuka rozpoczął w klubie Sharks FC z miasta Port Harcourt. W 2007 roku zadebiutował w nim w nigeryjskiej Premier League. Grał w nim przez sezon.
W 2008 roku Azuka został piłkarzem algierskiego JS Kabylie. W sezonie 2010/2011 zdobył z nim Puchar Algierii. W 2011 roku odszedł do libijskiego Al-Ittihad Trypolis, a w 2012 roku grał w ojczyźnie, w Sunshine Stars.
W 2013 roku Azuka przeszedł do Espérance Tunis. Nie zadebiutował w nim jednak i został wypożyczony do CS Hammam-Lif. Następnie grał w Kahramanmaraşsporze, Gaziantep BB i Irtyszu Pawłodar. W 2015 przeszedł do FK Taraz. Następnie grał w takich klubach jak: Yeni Malatyaspor, Akżajyk Orał, Mağusa Türk Gücü SK, Jamshedpur FC, Fasil Kenema SC i Wolaitta Dicha SC. W 2021 przeszedł do Akwa United.

## Kariera reprezentacyjna
W reprezentacji Nigerii Azuka zadebiutował 15 lutego 2012 roku w wygranym 2:0 towarzyskim meczu z Liberią.